# Campanhã
Campanhã est un quartier (freguesia en portugais) de Porto d'une superficie de 8,13 km2 pour 38 757 habitantes (2001). Densité: 4 767,2 hab/km2.

## Localisation géographique
La vallée de Campanhã est située dans la partie la plus occidentale de la ville de Porto, limitée au sud par le fleuve Douro. Les altitutes moyennes oscillent entre 60 et 80 mètres et sa formation est le résultat de l'action de divers agents érosifs, spécialement dû aux cours d'eau les plus importants : les fleuves Tinto et Torto qui coulent dans la vallée jusqu'au ruisseau de Campanhã pour rejoindre le fleuve Douro. Cette zone géographique est marquée par une intense pluviosité et sujette à des pluies périodiques dues à sa proximité avec la mer. Ces facteurs naturels ont permis la formation d'un paysage favorable à une activité agricole. Actuellement, la vallée est le poumon vert de la ville avec de nombreuses zones boisées où prédominent les espèces associées aux régions pluvieuses comme les pins maritimes(Pinus pinaster) ou les Chênes pédonculés (Quercus robur).

## Histoire
Riche en ressources hydriques avec un sol extrêmement fertile et une position géographique privilégiée, la vallée de Campanhã offre depuis toujours des conditions favorables à la fixation de population. Présence humaine attestée par la documentation datant de la préhistoire. De plus, certains traces de la toponymie démontrent que la zone de campanhã était déjà habitée durant la période des grands monuments mégalithiques (IIIe – IIe siècles av. J.-C.). Mais certains vestiges retrouvés près du ruisseau de Campanhã sont attribués au Paléolithique, indiquent que l'occupation dans la vallée pourrait être antérieur.

## Sites et monuments
- Palácio do Freixo, palais du XVIIIe siècle.

## Personnalités
- Fernando Gomes, footballeur portugais.